# Deportivo Tepic
Para el equipo que fútbol que participó en la Liga de Ascenso MX, véase Coras Futbol Club.
Para el equipo de baloncesto, véase Coras de Tepic (baloncesto).
El Club Deportivo Tepic, también conocido como Coras de Tepic o Coras del Deportivo Tepic, fue un equipo de fútbol profesional mexicano que compitió desde su fundación en 1959 en la Segunda División de México, hasta que esta fue reemplazada por la Primera División 'A', de la cual fue fundador a partir de la temporada 1994-95. En el 2011 en una segunda etapa resurgió en la Serie A de la Segunda División de México. 
Tuvo como sede el Nicolás Álvarez Ortega y el Estadio Arena Cora, ambos ubicados en la ciudad de Tepic, Nayarit, México.
Fueron nombrados Coras ya que este es el nombre del grupo étnico que representa al estado de Nayarit, el cual se veía reflejado en el escudo del equipo. Los colores que identificaron al equipo fueron el rojo y amarillo, dicha gama se podía observar tanto en su uniforme como en el escudo de la institución.

## Historia

### Fundación y primeros años
Fue fundado el 19 de julio de 1959, en el mismo año inicia su actividad futbolística bajo el nombre de Deportivo Nayarit A.C participando como invitado en el torneo de copa 1958-59. Gracias al entusiasmo del ingeniero Francisco Mengibar Bueno y del profesor en educación física, Fermín Álvarez Soltero, así como el respaldo del entonces gobernador de Nayarit, Francisco García Montero, quienes lograron reunir un numeroso grupo de socios colaboradores, todo con la finalidad de poder consolidar una escritura constitutiva del con miras a solicitar su ingreso a la Segunda División. Al obtener dicha escritura y en asamblea constitutiva, es designada la primera mesa directiva, siendo el ingeniero Francisco Mengibar Bueno el primer Presidente Deportivo. Es así que en 1959, el Club Deportivo Nayarit inicia su historia en la Segunda División Mexicana enfrentando en su debut a la escuadra de Poza Rica y ganando el primer partido de su historia con marcador de 2 a 0. 
En la temporada 1959-60 con participaciones discretas y duras crisis económicas e internas se logró mantener a los Coras en la Segunda División. Para la temporada 1961-62 se logra llegar a la final de la Copa México de la Segunda División perdiendo contra el Club de Fútbol Ciudad Madero. 
Participaría por primera vez en su historia en la Copa México en su edición 1963-64, teniendo una muy breve participación al perder en la ronda preliminar contra el Club Deportivo Guadalajara con un marcador global de 6 a 3, tras los resultados de 3-3 en el partido de ida disputado el 23 de febrero de 1963 en el Estadio Nicolás Álvarez Ortega y 3-0 en el partido de vuelta, mismo que de disputó en la cancha del Estadio Jalisco el 27 de febrero de 1963. No logrando avanzar de ronda y quedando eliminados. 
En la temporada 1964-65 se logra alcanzar el sexto puesto de la tabla general a 20 puntos del Club Deportivo Ciudad Madero, equipo que a la postre finalizaría siendo campeón invicto de la temporada.
En 1970-71 los Coras pelearían por el ascenso contra equipos como La Piedad, Ciudad Victoria, Nacional, Universitario de Nuevo León, Tampico, Querétaro, Naucalpan, Unión de Curtidores, Universidad Veracruzana, Zamora, Ciudad Madero, Salamanca,  Deportivo Cuautla, Atlético Morelia, Cuernavaca y de Fútbol Lobos de Querétaro siendo este último el campeón.
Para el torneo de liga 1971-72 ocupa los últimos lugares de la tabla salvándose milagrosamente, a pesar de esto no se logra pasar del décimo lugar de la tabla desapareciendo de la Segunda División Mexicana, ocupando su lugar la Universidad de Nayarit, que permaneció en la segunda división hasta 1975-76.
Para 1975-76, ocupa la presidencia Jorge Naya Vidal, logrando mejorar posiciones alcanzando a situarse en el 11° lugar de entre los 24 equipos que participaron en dicho certamen. En el segundo año de la era Naya Vidal el equipo terminó el torneo en el 13° lugar. 
En la temporada 1976-77, después de 5 años de ausencia y con el regreso a la presidencia del ingeniero Francisco Mengibar Bueno, el Deportivo Tepic regresó nuevamente a su aventura en la Segunda División logrando ocupar los primeros planos de la competencia, pero no logrando trascender en las instancias finales.
En la temporada 1979-80 se llegó a la liguilla compartiendo el grupo con Deportivo del Estado de México, Necaxa y Salamanca, pero fue eliminado por el Deportivo del Estado de México.
En la temporada 1981-82 se logra por primera vez desde su fundación en 1959 llegar a la gran final de ascenso a la Primera División de México enfrentándose al Oaxtepec IMSS. Luego de lograr la revancha sobre Osos Grises de Toluca a quien eliminara en semifinales. Por desgracia para las aspiraciones tepiqueñas, tanto el partido de ida como el de vuelta se obtuvieron resultados adversos, quedando subcampeón de la competencia el equipo de Nayarit por un marcador global en contra de 3-1, marcando esta la ocasión más cercana que ha tenido la escuadra Cora de lograr el ascenso en el máximo circuito.
En febrero de 1986 participó en la Copa de Oro de Occidente, torneo que reunió equipos de Segunda y Primera División en el que participaron León, Irapuato, UdeG, Tecos, Atlas, Jalisco, La Piedad, Colima, y Tecomán, que inició el 12 de marzo de 1986.
El Deportivo Tepic participa en la temporada 1994-95 como equipo fundador de la Primera División A de México, participando en el Grupo 4 junto al Zacatepec y al Club Deportivo Marte, terminando La Tribu en el fondo del grupo con 23 puntos cosechados en 28 partidos jugados, quedando a tres puntos del Zacatepec y a seis puntos del Deportivo Marte, respectivamente, quedando en el lugar 13 de la tabla general solo por encima de Aguascalientes y Tabasco.
Para la edición de la Copa México de 1994-95, el Deportivo Tepic es invitado nuevamente a participar junto a equipos de Primera División, así como de la misma Primera División A, siendo eliminado en la primera ronda por el Club de Fútbol Monterrey con marcador de 2-0, en un encuentro disputado en el Nicolás Álvarez Ortega de Tepic.
Para el siguiente torneo 1995-96, los Coras culminan una campaña desastrosa y para el olvido, logrando obtener tan solo 14 puntos en 30 partidos disputados, logrando el deshonroso título de ser el primer equipo descendido en la historia de la Primera División A al ser el que menos puntos cosechó. Terminando así un paso efímero en la naciente Primera 'A' en la que duró tan solo un par de temporadas. 
Probaría suerte en la edición 39 de la Copa México en 1995-96, siendo eliminado nuevamente en la primera ronda, esta vez a cuenta del Club León por marcador de 3-1, en partido disputado en la capital nayarita.
Para la temporada 1996-97 y con el golpe anímico y económico que significó el descenso a la Tercera División Mexicana (actual Segunda División de México), los Coras intentaron recomponer el camino donde y buscarían la manera de volver a la Primera Divisón 'A', fracasando en su intento durante los próximos torneos y teniendo un paso intrascendente en esta categoría durante varios años.
Tiempo después, Grupo Alica toma las riendas del Deportivo Tepic, bajo el mando del Ing. Enrique Echevarría Domínguez y es así que en el Torneo de Apertura 2002 de la Tercera División se logra el campeonato por primera vez en la historia del club, coronándose campeón en el antiguo Estadio Nicolás Álvarez Ortega ante el Real de la Plata con marcador global de 2-1. 
En la final por el ascenso a la Segunda División de México el equipo nayarita se midió ante los Delfines de Coatzacoalcos, siendo derrotado por el equipo veracruzano que lograría el ascenso a la Primera División "A". El cuadro tepiqueño lograría un boleto para la promoción a la Primera "A" contra los Jaguares de Tapachula, volviendo a ver la derrota y permaneciendo en la tercera categoría del fútbol mexicano.

### Desaparición
Luego de perder los partidos de promoción y posible regreso a la Primera 'A', y pese a haber logrado el campeonato la temporada anterior, además de la paulatina falta de interés por parte del Grupo Empresarial Álica hacia el proyecto de los Coras, el equipo comenzó a perder protagonismo.
En el año 2005, el entonces presidente y dueño del equipo, Álvaro Estrada, empresario local del ramo farmacéutico, logra mediante una sociedad deportiva traer a la franquicia del Club Deportivo Tapatio, que entonces jugaba como local en la ciuda de La Piedad. Michoacán, como Chivas La Piedad, a jugar a la capital nayarita cambiando su nombre a Chivas Coras Tepic, logrando así tener nuevamente fútbol de Primera Division A en el estadio Nicolás Álvarez Ortega. El club filial del Deportivo Guadalajara tendría un paso fugaz en la ciudad al únicamente disputar dos temporadas en el NAO (Apertura 2005 y Clausura 2006), logrando llegar en ambos torneos a los cuartos de final.  Mientras que la franquicia del Deportivo Tepic que disputaba en la Tercera División se mantuvo vigente durante un par de temporadas más bajo el mando del empresario nayarita, hasta su desaparición definitiva en 2006.

### El resurgimiento en la Segunda División (tercera categoría de México).
El 25 de junio de 2011 se dio a conocer por parte del entonces gobernador de Nayarit, el priísta Ney González Sánchez, la noticia que los Coras del Deportivo Tepic participarían en la Liga Premier de Ascenso en la Segunda División Mexicana a partir de la temporada 2011-12 bajo la presidencia y gestión del C.P. José Escobedo Corro, actual presidente de la Tercera División de México. Esta noticia se difundió desde el palco central del Estadio Arena Cora al medio tiempo del partido amistoso que se llevaba a cabo entre los equipos del Club Deportivo Guadalajara y el Deportivo Toluca. Siendo al descanso de dicho partido de exhibición, cuyo motivo se daba por la inauguración del inmueble, donde se dio la noticia de que los Coras del Deportivo Tepic podrían integrarse a partir del mes de agosto de ese año al Grupo 1 de la tercera categoría del fútbol mexicano.
Fue así que en el 2011 regresa el fútbol profesional a Tepic con el renacimiento de los Coras, con participación en la Liga Premier de Ascenso de la Segunda División mexicana. En el inicio de su andar en la liga se comienza con el pie derecho ganando su primer partido de la temporada ante Loros de la Universidad de Colima con marcador de 3-1, teniendo partidos destacados como local vs Chivas Rayadas, Deportivo Guamúchil, el clásico nayarita en contra de los Vaqueros de Ixtlán con marcadores favorables para el cuadro de la capital de Nayarit, logrando el 6.º puesto en la liga premier con 23 puntos por debajo de Unión de Curtidores, Loros de Colima, Deportivo Guamúchil, Club Deportivo de Los Altos, y Chivas Rayadas, y logrando el 12 puesto en la tabla general a 16 puntos del líder general Titanes de Tulancingo llegando hasta los octavos de final siendo eliminados por Loros de la Universidad de Colima con marcador global de 3 a 0.
En el Torneo Clausura 2012 empezaría de nuevo su lucha por el ascenso a la Liga de Ascenso de México perdiendo su partido de debut en Colima con un marcador de 3-0, acomodando su paso en la 2.ª división ganando 3 partidos al hilo y empatando 1 y cayendo ante Club Deportivo De Los Altos. terminando con un total de 7 partidos ganados 3 empatados y 4 perdidos con 21 goles a favor, 12 en contra, y una diferencia de 9 terminando con 26 pts y en el octavo lugar general. Jugando los octavos de final ante el Club de Fútbol Ballenas Galeana Morelos ganando en Tepic con marcador de 2-0 y perdiendo en Morelos con marcador de 6-0 (global 2-6) quedando eliminado.
En el Torneo de Apertura 2012 de la Liga Premier se haría historia quedando por primera vez en 53 años de vida en la cima de la tabla general de posiciones, logrando el 1.er lugar del grupo 1 y de la Liga Premier saldo de 10 victorias, 4 empates y tan solo 1 derrota quedando con 37 puntos en un reñido cierre de torneo que dejó al cuadro nayarita tan solo a tres puntos de su más cercano seguidor que era Chivas Rayadas, quedando encima de cuadros favoritos como las propias Chivas, Deportivo Guamúchil, y el Deportivo De Los Altos, equipos que venían siendo protagonistas del torneo durante los últimos añios. El Deportivo lograría clafisifarse a la instancia de octavos de final enfrentando a Reynosa FC obteniendo un marcador de 0-0 de visita en tierras fronterizas y culminando en casa con un marcador favorable de 3-2, avanzando a cuartos de final donde enfrentaría al Club Ocelotes de la UNACH, obteniendo un empate a un gol en ambos partidos, avanzando los Coras por marcador global de 2 por 2 y logrando avanzar por haber logrado una mejor posición en la tabla de clasificación. En la serie de semifinales La Tribu lograría siérar al Club Unión de Curtidores con un contundente marcador global de 4 a 0, producto del par de victorias por marcador de 2-0, para así hacerse acreedor al pase a la gran final por el título ante Murciélagos de Guamúchil, equipo que venía de eliminar en la otra llave de semifinal al Club de Fútbol Cuautitlán. Se jugaría el partido de ida en Guamúchil, Sinaloa, en el Estadio Coloso del Dique, mismo donde el cuadro tepiqueño sacaría un valioso empate a un gol dejando todo para el partido de vuelta en Tepic. 
El 22 de diciembre jugaría la gran final de vuelta después de 10 años de ausencia en esta instancia, luego de haber logrado el campeonato en el Torneo Apertura 2002. En esta ocasión recibiría al Deportivo Guamúchil con un lleno total en el Estadio Arena Cora (en su momento se estimó una asistencia superior a los 15,000 espectadores debido al sobre cupo y falta de control en el ingreso presentado durante el encuentro. El partido se iría al descanso con un empate a cero goles, iniciaría el 2.º tiempo con amplio dominio del equipo local, haciendo presente en el marcador Eric Cruz al min 53, enloqueciendo a las 15,000 almas presentes, Murciélagos aprovecharía un error en medio campo de La Tribu que empataría al minuto 79 por conducto de Carlo Stefano Rodríguez que mandaría el balón al fondo de la meta que defendía el arquero local. Al minuto 87 el equipo visitante lograría la anotación que sentenciaría la final, producto de un tiro de equina rematando de chilena de manera espectacular el jugador Edwin Rojas dándole el título a Murciélagos y dejando a La Tribu con las ganas de festejar el 2.º título en esta categoría.
Para el Torneo Clausura 2013, se lograría acceder a la liguilla por el ascenso por quinto torneo consecutivo al ocupar el 3.er lugar general con 35 puntos, saldo de 10 triunfos, 3 empates y tan solo 2 derrotas que lo posicionaría como amplio favorito al título, se enfrentaría el 1.ero de mayo a Reynosa FC en la Unidad Deportiva Solidaridad donde caería por la mínima diferencia con un solitario gol anotado por Gustavo Daniel Rodríguez González al minuto 35. El 4 de mayo Reynosa FC pagaría la visita a La Tribu en un Estadio Arena Cora de gran ambiente y ante la presencia de 7,000 espectadores donde el equipo de casa se quedaría con la victoria, con anotaciones de Víctor Francisco Villa Moreno al minuto 35 y del goleador del equipo Mario Isidro Nieblas Navarro al minuto 86, sellando el pase a cuartos de final. El 8 de mayo en el estadio Las Animas de los Altos Jalisco se enfrentarían el Deportivo de Los Altos y los Coras de Tepic en partido correspondiente a los cuartos de final de ida, donde se irían con igualdad en el marcador de 1 a 1 con la anotación de Ángel Gustavo Partida Arévalo (18') y de Víctor Francisco Villa Moreno (46') respectivamente. 
El 11 de mayo se enfrentarían en el partido de vuelta con un trepidante 0 vs 0 dándole el pase a los dirigidos por Marcelino Bernal a semifinales. El 15 de mayo en el Estadio Arena Cora se enfrentaría al Club de Fútbol Ballenas Galeana Morelos ante un poco más de 10,000 espectadores esperando la definición del pase a la final de manera consecutiva, toda vez después de lo conseguido en el Torneo Apertura 2012 Liga Premier de Ascenso. Al minuto 12 se levantarían las ilusiones locales ante el error de Fernando Martínez Avendaño anotando en su propia meta, Omar Alberto López Guzmán les daría al minuto 56 el empate a los Morelenses logrando llevarse un importante empate a Morelos. El 18 de mayo se consumaría la derrota nuevamente ante Club de Fútbol Ballenas Galeana Morelos Torneo Clausura 2012 al empatar a cero goles y negando el pase a los de Tepic.
En el Apertura 2013 se obtendría el quinto lugar general con 8 JG, 4JE y 3 JP, 27 GF, 15 GC con diferencia de 12 goles para un total de 28 puntos y acceder a la liguilla por el ascenso donde enfrentaría en cuartos de final al Loros de la Universidad de Colima el 27 de noviembre en el Estadio Arena Cora por el partido de ida, Ángel Gustavo Partida Arévalo abriría el marcador al minuto 20, tomando ventaja Loros de Colima, al minuto 23 Coras lograría emparejar los cartones vía autogol de Jorge Alexis Amador Castellanos, Coras tomaría ventaja al minuto 47 vía Cristian Roberto Zamora Palacios, Juan Carlos De la Rosa Espinoza y Uriel Navarro Martín al min 51 y 75 respectivamente para irse con ventaja a colima. El 30 de noviembre pagaría la visita a Loros de colima que los residiría en el Estadio Olímpico Universitario de Colima, los le cobraría la goliza recibida en la capital nayarita con un contundente 4 goles vs 1 con goles de Ángel Gustavo Partida Arévalo, Juan Carlos Martínez Camarena quien anotó en dos ocasiones y José Alejandro García Gallegos al minuto 3´, 59´, 68´, y 93 respectivamente por parte del cuadro colimense, el único gol a favor de Coras fue por parte de un autogol de Alfredo de Jesús Padilla Uribe siendo así como quedaría fuera la escuadra nayarita.

### Fin del ciclo en Liga Premier y llegada de Coras FC
Para la Temporada 2014-15 de la Segunda División de México, y tras el anunció de la llegada de los Coras Fútbol Club a la Liga de Ascenso de México, el equipo de Coras que participaba en Segunda División y era manejado hasta entonces por el Gobierno del Estado de Nayarit, pasó a convertirse en una filial del equipo de la "División de Plata", marcando así el fin de la historia del resurgido Deportivo Tepic.

## Estadio
Desde su fundación en 1959, el Deportivo Tepic ejerció localidad en el antiguo Estadio Nicolás Álvarez Ortega con capacidad de 7,000 espectadores en la capital del estado hasta su desaparición en 2003 y la demolición del estadio en 2009.
El 25 de junio de 2011 durante la inauguración del Estadio Arena Cora durante el partido amistoso entre el Club Deportivo Guadalajara y el Deportivo Toluca, partido que terminaría con marcador favorable para el cuadro mexiquense por la mínima diferencia. Durante el medio tiempo de dicho juego de exhibición el entonces gobernador de Nayarit, Ney González Sánchez, anunció desde el palco central la llegada del resurgido Deportivo Tepic, que participaría en la Segunda División Liga Premier, en el estadio con capacidad para 12,945 espectadores y ubicado en la zona de Las Canteras, se convirtió en casa de Los Coras desde la temporada 2011 hasta la temporada 2014, ya que posteriormente daría paso a la franquicia de Liga de Ascenso MX, Coras Fútbol Club.

## Escudo
En sus inicios, el escudo del entonces Deportivo Nayarit era presentado en forma de diamante que tenía un detalle central de rayas verticales rojo y blanco, así como dos secciones amarillas, una a cada lado, presentando el nombre del en la parte de arriba con un par de estrellas.
Posteriormente, el escudo se convirtió en un armado de 3 secciones, la parte de arriba en negro hacia mención del nuevo nombre del en donde decía "Deportivo Tepic", y abajo se dividía en dos secciones cruzadas en diagonal, una amarilla donde apenas se hacía ver un Ojo de Dios y otra más ancha color rojo donde se ilustraba a un Cora.
Con el resurgimiento del equipo en la segunda división, el escudo de Los Coras del Deportivo Tepic estaría dividido por la mitad, teniendo un símbolo del ojo de Dios y un Cora que representa a los grupos étnicos del estado, por la parte de arriba llevando el nombre del en una zona color negro, Los colores representativos son el amarillo y el rojo.
En el 2.º semestre del 2012, aún perteneciendo a la Segunda División se presentaría un nuevo escudo el cual luciría un Cora en su totalidad con la leyenda de Coras FC por la parte inferior. Siendo este escudo utilizado actualmente para todas las categorías del equipo.

## Afición
Con el renacimiento del Deportivo Tepic FC, se da el regreso de "La Tribu Cora", además de "La Mafia Cora" y la tradicional "Melolenga", barra que alentaba al equipo del pueblo desde sus inicios en el extinto Estadio Nicolás Álvarez Ortega, ubicado anteriormente en el centro de Tepic, siendo la primera la que cuenta con mayor número de seguidores.

## Patrocinadores
El Deportivo Tepic siempre fue un club que se caracterizó por hacer mancuerna con los empresarios locales, teniendo convenios con empresas y marcas locales como
- Tower Pizza, cadena de pizzas fundada en Tepic, Nayarit.
- Grupo Embotellador del Nayar, rama de Grupo Álica, propiedad del empresario y político Antonio Echevarría Domínguez.
- Farmacias Sufacen, cadena de farmacias con presencia en todo el estado de Nayarit.
- Cerveza Tecate.

## Datos del club
- Temporadas en 1.era División: 0
- Temporadas en Liga de Ascenso de México: 6
- Temporadas en 2.da División: 56
- Temporadas en 3.era División: 9
- Finales por el título Segunda División de México: 3 (1982-83, Apertura 2012)
- Finales por el título Tercera División de México: 2 (Apertura 2002, Clausura 2003)
- Descensos a 2a Div.: 1
- Ascensos a 1a Div.: 0
- Copa México: 6

## Uniforme
El Deportivo Tepic se ha caracterizado por darle continuidad a sus tradicionales colores principales que son el amarillo y rojo, esta gama ha estado presente en todos los uniformes del equipo, así como en el escudo desde su fundación en 1959.

### Evolución del Uniforme
|  |  |  |

### Uniformes Tradicionales
- Uniforme local: Camiseta blanca con detalles guindos y amarillos, pantalón blancasy medias blancas.
- Uniforme visitante: Camiseta guinda con amarillo, pantalón guindas y medias guindas.

| Primer Uniforme | Segundo Uniforme |

En la temporada 2011-12 el uniforme corrió a cargo de la marca deportiva Atlética como patrocinador del equipo.
Para el inicio del Clausura 2012 el equipo cambió de patrocinador, por una marca nayarita, Rimu e invirtió el orden de uniformes usando el color blanco como uniforme de local.

## Jugadores

### Canteranos destacados
Nayarit es conocido a nivel nacional por ser el semillero de importantes futbolistas a lo largo de los años, y los Coras han fungido como formadores de este talento así como formar jóvenes de otras regiones para dar el salto a la primera división profesional como lo han sido:
- Raúl "Cora" Isiordial, mundialista en 1978.
- Ramón Ramírez, mundialista en 1994 y 1998, además logró el campeonato de primera división con el Club Deportivo Guadalajara y la Copa FIFA Confederaciones disputada en 1999 con la Selección Mexicana.
- Marcelino Bernal, mundialista en 1994 y 1998.
- Miguel Zepeda, campeón de la Copa FIFA Confederaciones 1999 y de la Copa Oro de la Concacaf 2003.
- Edy Brambila, campeón de la primera división de México y de la Copa Sudamericana con el Club Pachuca.
- Missael Espinoza, mundialista en 1994 y campeón de primera división de México con el Club Monterrey.
- Erubey Cabuto, portero que lograra el subcampeonato con el Atlas en el Verano '99 y participó con la Selección Mexicana en la Copa FIFA Confederaciones 2001.
- Raúl Arellano Gallo, seleccionado mexicano con la delegación olímpica de fútbol varonil que representó a México en los Juegos Olímpicos de Tokio 1964.

## Categorías inferiores
Aunque el Deportivo Tepic nunca ha jugado en la Primera División de México, ha sido un gran semillero para jóvenes futbolistas tanto nacidos en Nayarit como en otras partes del país, teniendo presencia actualmente en cuatro divisiones del balompié nacional.

### Tercera División
En esta división, el Tepic tuvo su última participación luego de haber descendido de la temporada 1995-96 de la Primera División 'A', a la cual ya no lograría el retorno para posteriormente deambular en la tercera categoría hasta lograr el campeonato en la temporada 2002.

### Cuarta y Quinta División
En busca de descubrir y formar talentos jóvenes de la entidad, el Club Deportivo Tepic contaba con equipos en ligas inferiores que son trabajados por exfutbolistas profesionales oriundos de Nayarit. 

## Presidentes
- 1959-1964: Ing. Francisco Mengibar Bueno
- 1964-1972: Víctor Giménez Mayorquin
- 1974-1976: Jorge Naya Vidal
- 1976-1981: Ing. Francisco Mengibar Bueno
- 1981-1987: Javier Gómez Arias
- 1987-1996: Dr. Miguel Ángel Castellanos Tostado
- 1996-1999: Raúl "Cora" Isiordia
- 2000-2004: Grupo Empresarial Alica (Antonio Echeverría Domínguez)
- 2004-2009: Álvaro Estrada Sánchez
- 2011-2012: José Escobedo Corro
- 2012-2014: Sr. Juan Casillas Flores

## Palmarés

### Torneos oficiales
| Competición nacional                               | Títulos        | Subcampeonatos                 |
| -------------------------------------------------- | -------------- | ------------------------------ |
| Segunda División de México (1/2)                   | Apertura 2002. | 1981-1982                      |
| Copa México de la Segunda División de México (0/1) | 1994-95        | 1961-62.                       |
| Tercera División de México (1/1)                   | Apertura 2002  | Clausura 2003., Apertura 2012. |

### Torneos nacionales amistosos
- Subcampeón de la Copa Jorge Romo Fuentes (1): 2013.